# Lihir-Inseln
Die Lihir-Inseln sind eine Inselgruppe von sechs Inseln, nördlich von Neuirland im Bismarck-Archipel, die zu Papua-Neuguinea, Provinz New Ireland gehören. Sie sind Teil der Tabar-Lihir-Tanga-Feni-Inselkette. 

## Geographie
Niolam oder Aniolam ist der offizielle Name der Hauptinsel der Lihir-Inseln. Sie wird jedoch häufiger Lihir genannt.  Alternativ wurden die Inseln bzw. die Hauptinsel auch als Lir, Gardenijs, Gerrit Denys, Gerrit de Nijs, Garde Neys, Gerard de Nys, Isle du Bouchage oder Day (bzw. Dayinsel) bezeichnet. Niolam ist eine Vulkaninsel.
Weitere Inseln der Gruppe sind, in Reihenfolge der Entfernung zur Hauptinsel, die flachen Koralleninseln Sinambiet (Sanambiet) und Mando, sowie die gehobenen Koralleninseln Malie (Mali, früher San Antonio), Masahet (Massait, früher Sankt-Joseph-Insel) und Mahur (früher San Francisco). Die drei letzteren werden auch unter der Sammelbezeichnung Ihot zusammengefasst (etwa Steinplatz).

### Inseln
| Inselname   | Aliasname(n)                     | Koordinaten           | Fläche (km²) | Anmerkung  |
| ----------- | -------------------------------- | --------------------- | ------------ | ---------- |
| Mahur       | San Francisco Island             | 02° 47′ S, 152° 39′ O | 7,50         |            |
| Masahet     | Saint Joseph Island              | 02° 57′ S, 152° 39′ O | 8,40         |            |
| Sanambiet   | San Bruno Island                 | 03° 02′ S, 152° 40′ O | 0,50         |            |
| Mando       |                                  | 03° 02′ S, 152° 40′ O | 0,01         |            |
| Mali Island | Malie, Malié, San Antonio Island | 03° 02′ S, 152° 41′ O | 1,80         |            |
| Niolam      | Aniolam, Lihir Island            | 03° 08′ S, 152° 36′ O | 205,00       | Hauptinsel |

## Geschichte
Die Inselgruppe wurde im April 1643 von Abel Tasman entdeckt. Ab 1885 gehörten die Lihir-Inseln zu den sogenannten „Deutschen Schutzgebieten in der Südsee“ und von 1899 bis 1914 zur Kolonie Deutsch-Neu-Guinea. 1914 wurden die Inseln von australischen Truppen besetzt, und nach dem Ersten Weltkrieg als Mandat des Völkerbundes von Australien verwaltet. Seit 1975 sind sie Teil des unabhängigen Staates Papua-Neuguinea. 
Auf den fünf Inseln lebten im Oktober 2005 etwa 17.300 Menschen, davon 13.600 Lihirianer und etwa 3.700 Einwanderer aus anderen Teilen Papua-Neuguineas.
Die Bewohner der Lihir-Inseln sprechen Lihir, eine austronesische Sprache, die fünf Numeri hat: Singular, Dual, Trial, Paukal und Plural.

## Sonstiges
Auf Niolam befindet sich eines der größten Goldvorkommen der Welt.